# الفرقة الأمنية 285 (الفيرماخت)
الفرقة الأمنية 285 (285. Sicherungs-Division) كان فرقة الأمن للمنطقة الخلفية في الفيرماخت لألمانيا النازية. تم نشر الوحدة في المناطق التي تحتلها ألمانيا في الاتحاد السوفياتي، في المنطقة الخلفية لمجموعة الجيوش الشمالية.

## تاريخ العمليات
تم تشكيل الفرقة في عام 1941، قبل الغزو الألماني للاتحاد السوفيتي، عملية بارباروسا. وقد عملت في دول البلطيق المحتلة وشمال روسيا خلف الخطوط الأمامية لمجموعة الجيوش الشمالية.  شملت واجباتها تامين خطوط الاتصالات والإمداد، والاستغلال الاقتصادي، ومقاومة المقاتلين غير النظاميين (البارتزيان) في المناطق الخلفية للفيرماخت. 
خضعت الفرقة لفرنز فون روكيس، قائد المنطقة الخلفية لمجموعة الجيوش الشمالية. وشاركت الفرقة، إلى جانب قوات الأمن والشرطة الأخرى في الأراضي المحتلة، في جرائم الحرب ضد أسرى الحرب والسكان المدنيين. في الفترة من 22 يونيو إلى 1 ديسمبر 1941 أبلغت الفرقة عن 1500 من الأعداء الذين «قتلوا في المعركة» أو أطلقوا النار عليهم على أنهم "بارتزيان"، مقابل خسارة سبعة قتلى وإحدى عشرة جريحًا. 

### اقتباسات
1. ↑  Keller 2012.
2. ↑  Shepherd 2003.
3. ↑  Messerschmidt 2004.

### قائمة المراجع
- Keller، Bastian (2012). Der Ostfeldzug: Die Wehrmacht im Vernichtungskrieg: Planung, Kooperation, Verantwortung. Hamburg: Diplomica-Verlag. ISBN:978-3842882676. مؤرشف من الأصل في 2020-03-28.
- Messerschmidt، Manfred (2004). "Forward Defence: The 'Memorandum of the Generals' for the Nuremberg Court". في Hannes Heer؛ Klaus Naumann (المحررون). War of Extermination: The German Military In World War II. Berghahn Books. ISBN:1-57181-232-6. مؤرشف من الأصل في 2020-03-28.
- Shepherd، Ben H. (2003). "The Continuum of Brutality: Wehrmacht Security Divisions in Central Russia, 1942". German History. ج. 21 ع. 1: 49–81. DOI:10.1191/0266355403gh274oa.